# ちゃっかりウサギ狩り
『ちゃっかりウサギ狩り』（ちゃっかりうさぎがり、Rabbit Seasoning）とは、アメリカ合衆国の映画会社ワーナー・ブラザースのアニメーション短編映画シリーズメリー・メロディーズの作品。1952年9月20日に公開された。The 50 Greatest Cartoons選定作品。
旧日本語吹き替え版（ぶっちぎりステージ）においての邦題は『うさぎ狩りの季節』。

## スタッフ
- 監督：チャールズ・M・ジョーンズ
- 製作総指揮：エディ・セルツァー
- アニメーション製作：ケン・ハリス、ロイド・ボーギャン、ベン・ウァーシャム、エイヴ・レヴァイトー(クレジットなし)
- レイアウト： モーリス・ノブル
- 背景画：フィリップ・デ・ガード
- 音楽：カール・スターリング
- 声優：メル・ブランク
- 脚本：マイケル・マルチーズ
- 色彩：テクニカラー
- 製作：ワーナー・ブラザース
- 配給：ワーナー・ブラザース
ヴィタフォン

## 作品内容
今日はウサギ刈りの季節だ。本当は今はカモ狩りの季節なのだが、ダフィー・ダックが「ウサギ刈り」の立札を森のあちこちに立てていたのだ。ダフィーはハンターのエルマーの関心をバッグスに向けようとするが…。

## キャスト
| キャラクター       | 原語版                  | 旧日本語吹き替え版（マンガ大作戦） | 旧日本語吹き替え版（ぶっちぎりステージ） | 新日本語吹き替え版（バッグス・バニー ショー） |
| ------------------ | ----------------------- | ---------------------------------- | ---------------------------------------- | --------------------------------------------- |
| バッグス・バニー   | メル・ブランク          | 高橋和枝                           | 富山敬                                   | 山口勝平                                      |
| ダフィー・ダック   | メル・ブランク          | 内海賢二                           | 江原正士                                 | 高木渉                                        |
| エルマー・ファッド | アーサー・Q・ブライアン | 富田耕生                           | 兼本新吾                                 | 長島雄一                                      |
| ナレーション       | -                       | 増岡弘                             | 土井美加                                 | 梅津秀行                                      |

## 日本での公開
- ルーニー・テューンズ コレクション バッグス・バニー 特別版(DVD)
- ルーニー・テューンズ コレクション 狩りの季節編(1コインDVD)
- ルーニー・テューンズ DVD BOX（宝島社）（DVD（パブリックドメイン））※字幕
- バックス・バニーのブンブンランド 8巻（うさぎ狩りの季節(VHS)）